# Феджерніку-Ноу
Феджерніку-Ноу (рум. Fegernicu Nou) — село у повіті Біхор в Румунії. Входить до складу комуни Сирбі.
Село розташоване на відстані 437 км на північний захід від Бухареста, 21 км на північний схід від Ораді, 123 км на північний захід від Клуж-Напоки.

## Населення
За даними перепису населення 2002 року у селі проживали 44 особи.
Національний склад населення села:
| Національність | Кількість осіб | Відсоток |
| -------------- | -------------- | -------- |
| румуни         | 26             | 59,1%    |
| угорці         | 14             | 31,8%    |

Рідною мовою назвали:
| Мова      | Кількість осіб | Відсоток |
| --------- | -------------- | -------- |
| румунська | 26             | 59,1%    |
| угорська  | 15             | 34,1%    |